# Doja Cat
Амала Ратна Занділе Дламіні (зулу Amala Ratna Zandile Dlamini, *21 жовтня 1995, Лос-Анджелес), відома як Доджа Кет (англ. Doja Cat) — американська реп-співачка, авторка пісень, сценаристка та музична продюсерка.
2014 року підписала контракт із лейблом звукозапису RCA Records, а згодом випустила дебютний альбом «Purrr!» та серію синглів, серед яких «Go To Town», «So High» та «Tia Tamera». Стала відомою у 2018 році завдяки синглові «Mooo!», який став популярним на YouTube.
Наступним етапом став альбом «Amala», перша версія якого була випущена у 2018 році, а в 2019 році став доступним його доповнений варіант. У серпні 2019 року випустила сингл «Juicy», який дебютував під номером 83 на Hotboard 100 у США, а згодом піднялася до 45 сходинки чарту. У листопаді 2019 року Доджа Кет випустила третій студійний альбом «Hot Pink», з якого аж п'ять синглів досягли світової популярності: «Rules», «Cyber Sex», «Like That» (разом з репером Gucci Mane), «Streets» та «Say So» (одна з версій у співпраці з Нікі Мінаж).
У 2020 році Доджа Кет виконала один із головних саундтреків до фільму «Хижі пташки (та фантастична Харлі Квін)» — «Boss Bitch», який увійшов до альбому «Birds of Prey: The Album».
У лютому 2021 року Доджа Кет разом з реперкою Megan Thee Stallion та Аріаною Ґранде записали спільний ремікс на пісню Ґранде «34+35».

## Раннє життя
Народилася 21 жовтня 1995 року в районі Тарзана в Лос-Анджелесі, штат Каліфорнія, в мистецькій родині. Її мати, Дебора Соєр, американська графічна дизайнерка ашкеназького єврейського походження, а її батько, Думісані Дламіні південноафриканський виконавець зулуського походження, що отримав тимчасове громадянство США в 2007 році. У них були короткі стосунки після зустрічі в Нью-Йорку, де батько виступав на Бродвеї, але він був надто зайнятий у гастролях, щоб проводити час з Амалою та її братом. Він стверджує, що залишив свою сім'ю в США і переїхав до Південної Африки через тугу за домом, в надії, що вони приєднаються до нього там, але Дламіні неодноразово припускала, що вона відчужена від батька, що вона «ніколи не зустріла його». Її батько заперечував ці заяви, стверджуючи, що у нього «здорові» стосунки з донькою і що її керівництво намагалося блокувати всі його спроби зв'язатися з нею, побоюючись, що вони можуть її втратити.
Незабаром після народження Дламіні переїхала з Тарзани в Рай, штат Нью-Йорк, де жила 5 років зі своєю бабусею по материнській лінії, єврейськрю архітекторкою і художницню. У 8 років Дламіні переїхала з матір'ю та братом і повернулася до Каліфорнії, щоб жити в ашрамі Сай Анантам, комуні в Агура-Гіллз, і сповідувала індуїзм протягом чотирьох років. Свамі та засновницею комуни була американська джазова музикантка Еліс Колтрейн (відома під санскритським ім'ям Туріясангітананда). Живучи в комуні, Дламіні почала носити головні шарфи та співати бгаджани в храмі, але відчувала, що не може належним чином «бути дитиною» в ашрамі. 
Потім її сім'я переїхала в Оук-Парк, де вона почала відвідувати уроки танців і мала «спортивне дитинство», часто катаючись на скейтборді та відвідуючи Малібу для серфінгу. Дламіні та її брат зазнали жорстокого расизму, будучи одними з єдиних дітей змішаної раси в цьому районі. Вона стверджує, що відтоді не цікавилася школою, натомість захопилася танцями. Перебуваючи в ашрамі, виконувала індійський класичний танець Бхаратанатьям. 
Подорослішавши та переїхавши з ашраму, перейшла на уроки брейкдансу та приєдналася до професійної трупи, з якою змагалася в танцювальних битвах по всьому Лос-Анджелесу, ще навчаючись у середній школі. Її тітка, викладачка вокалу, давала Дламіні уроки співу, щоб допомогти їй пройти прослуховування в Центральній середній школі району Лос-Анджелеса № 9, середній школі виконавських мистецтв у Лос-Анджелесі. Вона часто пропускала школу, щоб брати участь в онлайн-чатах. Після того, як Дламіні замислилася щодо освіти та кар'єри, в 11 класі вона зрозуміла, що «виступ і музика — це все, що [її] коли-небудь хвилювало». Зрештою вона кинула школу у 16 років, навчаючись на молодшому курсі. Вона також пояснює цей вчинок своєю боротьбою з синдромом дефіциту уваги і гіперактивності (СДУГ): «було відчуття, ніби я застрягла в одному місці, а всі інші постійно прогресували».

## Кар'єра

### 2013—2017:Purrr!та співпраці
Доджа Кет випустила свій дебютний сингл «So High» на платформі SoundCloud у 2013 році, прийшовши до популярності в березні 2014 року, коли підписалася на RCA Records. Вона підписала угоду про спільну роботу з Kemosabe Records у 2017 році та випустила дебютний EP, Purrr! у 2014.
Прем'єруючи відео для синглу «So High», Vibe описали її як «18-річну психоделічну вундеркіндку». Пісня прозвучала в саундтреку телесеріалу Empire, у третьому епізоді першого сезону. «No Police» вийшов як другий сингл від Purrr!. Вона почала випускати більше музики на SoundCloud та YouTube, співпрацювати з іншими артистами, такими як Елліфант, Хеллбой, Скоолі Ескобар, Вагітний хлопчик і Фрумфер. 13 липня 2017 року Доджа Кет була представлена в синглі L8LOOMER «Right Side». Пісня була презентована на дебютному альбомі L8LOOMER Soulm8s у 2018 році. За цей час Доджа Кет випустила кілька пісень, які створила та написала сама.

### 2018—2020:AmalaтаHot Pink

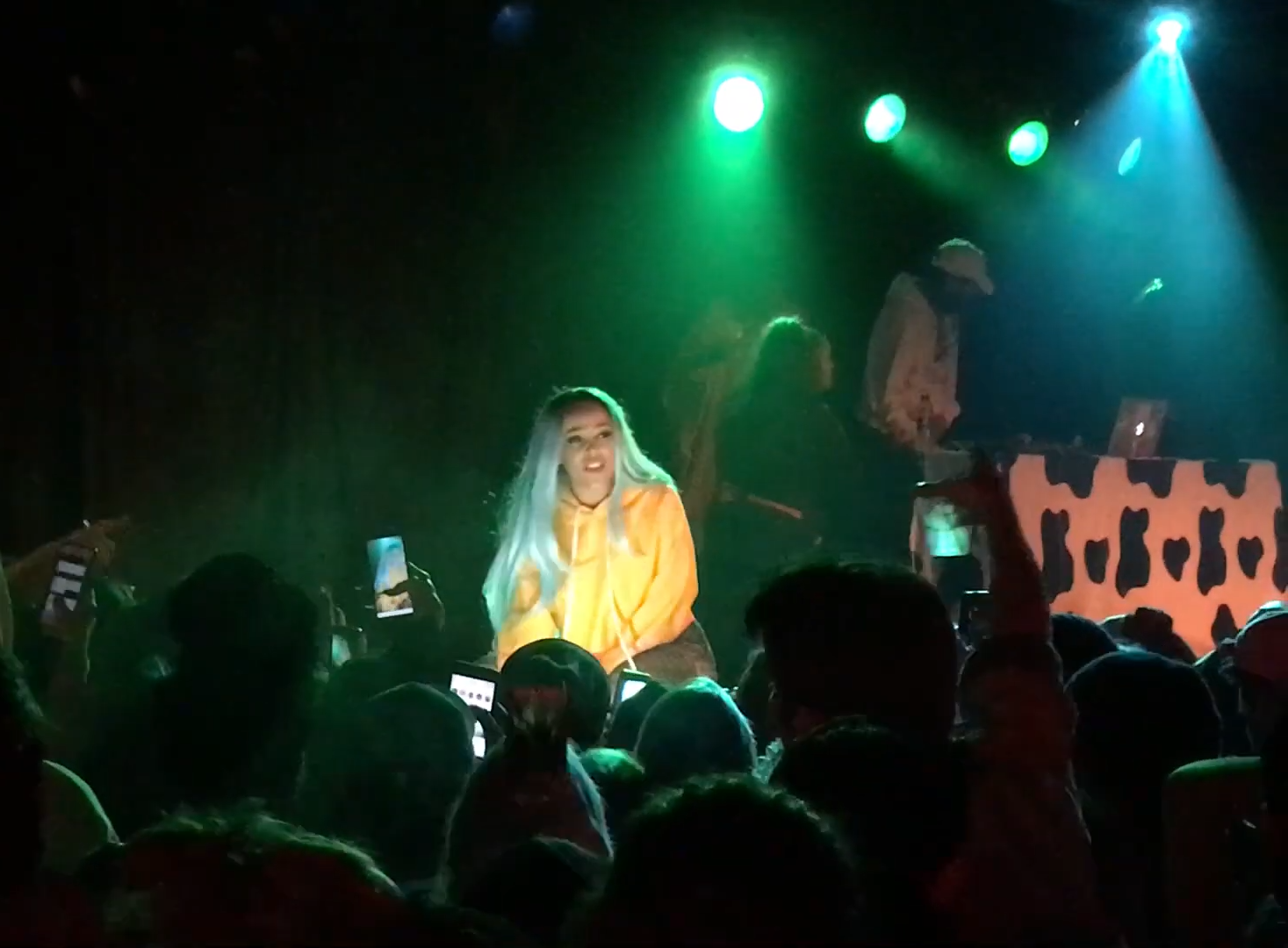
Доджа Кет із виступом «Moo!»

Hot Pink

1 лютого 2018 року вона випустила сингл «Roll with Us», який отримав назву дебютного синглу з її дебютного студійного альбому. 9 березня 2018 року випустила другий сингл зі свого майбутнього альбому «Go To Town», із супровідним музичним відео, випущеним того ж дня на своєму каналі YouTube. Станом на серпень 2019 року музичне відео на платформі набрало 17 мільйонів переглядів. 30 березня 2018 року, перший повноформатний дебютний студійний альбом Доджи Кет Amala було видано в реліз.
10 серпня 2018 року Доджа Кет випустила пісню «Mooo!» на YouTube. Це новинна пісня з абсурдистською лірикою, де вона фантазує про те, щоб бути коровою. Зроблена з наміром подвоїтись як мем, пісня швидко стала вірусним музичним відео. Відео привернуло увагу та похвалу від популярних артистів, таких як Chance the Rapper, Кеті Перрі та Кріс Браун. 31 серпня вона випустила єдину версію «Mooo!» . Це надихнуло кілька анекдотів та мемів, тоді як супровідне музичне відео набрало понад 45 мільйонів переглядів з моменту завантаження на YouTube 10 серпня.
У лютому 2019 року Доджа Кет випустила сингл «Tia Tamera» з участю Ріко Несті, який є провідним синглом до її видання дебютного альбому Amala. Наступного місяця її демонстрували на хіт-каналі YouTube Colorsklll із виконанням «Juicy», пісні, знятої з упаковки альбому.
15 серпня 2019 року Доджа Кет випустила ремікс «Juicy» з Tyga, із супровідним музичним відео. Пісня дебютувала в 83 на Billboard Hot 100, що зробило її першою піснею, яка дійшла до цього чарту. Успіх «Соковитих» також допоміг її альбому Amala скласти графік на Billboard 200 під номером 162.
7 листопада 2019 року Doja Cat випустила свій другий альбом Hot Pink на загалом сприятливі відгуки. Він досяг свого 9-го місця на Billboard 200.
15 грудня 2019 року Доджа Кет оголосила, що внесла пісню в саундтрек фільму про супергероїнь Хижі пташки, в якому «Boss Bitch» вийшов як третій сингл альбому.
У січні 2020 року «Say So» було відправлено на радіо, щоб стати четвертим синглом з її альбому Hot Pink. Спочатку пісня була випущена разом з альбомом у листопаді 2019 року, але набула більшої популярності через TikTok. Вона виконала пісню на The Tonight Show Starring Jimmy Fallon у лютому 2020 року. Наступного дня вона випустила кліп на пісню, знятий Ханною Люкс Девіс. Сольна версія «Say So» посіла п'яте місце в Hot 100, ставши її першим синглом у десятці найкращих і стала піснею 2020 року, яку найчастіше транслювали виконавиці в Сполучених Штатах. У травні 2020 року, після випуску реміксу «Say So» за участю Нікі Мінаж, сингл очолив чарт Billboard Hot 100, ставши першим синглом номер один для обох виконавиць і першою в історії жіночою реп-колаборацією, яка досягла піку.

У березні 2020 року Doja Cat збиралися вирушити в Hot Pink Tour на підтримку альбому, перш ніж його було відкладено через пандемію COVID-19. Вона була представлена в реміксі синглу The Weeknd «In Your Eyes» у травні 2020 року, а також у синглі «Shimmy» репера Ліл Вейна з розкішної версії його альбому Funeral 2020 року. У червні вона була представлена в синглі «Pussy Talk» реп-дуету City Girls. Вона випустила кліп на свій сингл «Like That». Вона також завантажила демо-пісню «Unisex Freestyle» на SoundCloud наприкінці червня 2020 року. На 20-й церемонії вручення нагород 20th BET Awards Doja Cat була номінована на дві нагороди: як найкраща жіноча виконавиця хіп-хопу та як відео року. У серпні 2020 року її пісня «Freak», яка була на SoundCloud з 2018 року, була офіційно випущена на цифрових платформах.
Доджа Кет отримала нагороду як Push Best New Artist на MTV Video Music Awards 2020, де вона також виконала попурі з пісень «Say So» і «Like That». Наступного місяця вона була провідною виконавицею реміксу на пісню Chloe x Halle «Do It», у якій також брали участь City Girls і Mulatto. Вона була представлена разом із австралійською співачкою Sia у треку «Del Mar» з альбому Enoc пуерториканської співачки Ozuna 2020 року, який також вийшов у вересні. Ремікс «Juicy» за участю Tyga був номінований як найкраща R&B пісня на Billboard Music Awards 2020. У жовтні 2020 року Doja Cat була представлена у синглі американської співачки Бібі Рекси «Baby, I'm Jealous», головному синглі з другого студійного альбому Рекси «Better Mistakes». Вона виконала композицію на тему бурлеску з «Juicy», «Say So» і «Like That» на церемонії Billboard Music Awards 2020, натхненну Чикаго та Мулен Руж. Того ж місяця Doja Cat виконала «Baby, I'm Jealous» з Rexha та «Del Mar» з Ozuna на The Tonight Show Starring Jimmy Fallon та Jimmy Kimmel Live!, відповідно. Doja Cat була представлена в треку альбому «Motive» з альбому Аріани Ґранде Positions, 2020 року який досяг 32 місця в Billboard Hot 100, ставши її найвищим дебютом і другим записом у топ-40.
Doja Cat виконала в металі «Say So» на церемонії MTV Europe Music Awards 2020, де також отримала нагороду за найкращу нову виконавицю. Вона отримала нагороду «Новий артист 2020 року» на 46-й церемонії вручення премії People's Choice Awards. Крім того, отримала звання «Нова виконавиця року» та «Улюблена виконавиця в стилі соул/ритм-енд-блюз» на церемонії вручення American Music Awards 2020, де виконала «Baby, I'm Jealous» із Бібі Рексою. 24 грудня 2020 року Doja Cat випустила серію відео на своєму YouTube-каналі під назвою «Hot Pink Sessions», де вона двічі виконала три пісні з двома різними «луками». 31 грудня 2020 року Doja Cat виконав «Say So», «Like That» і «Juicy» на щорічному передноворічному шоу Діка Кларка Rockin' Eve.
Відповідно до продажів у США, Billboard поставив Doja Cat на п'яте місце в чартах «Найкращі нові виконавці 2020 року» та «Найкращі виконавці 2020 року». Після того, як її аудіопотоки за запитом у США зросли на 300 % порівняно з 2019 роком, Rolling Stone поставив її на перше місце у своєму списку 10 найбільших проривних артистів 2020 року. Forbes назвав Доджа Кет «однією з найкращих зірок прориву 2020 року», включивши її до свого щорічного списку 30 Under 30. Доджа Кет стала четвертим музикантом, якого найчастіше гуглили у 2020 році в США.

## 2021–донині:Planet Her
7 січня 2021 року Doja Cat була представлена у синглі «Best Friend» реперки Saweetie і з'явивлася у супровідному музичному відео. Наступного тижня з'явилася з Megan Thee Stallion у реміксі «34+35» Аріани Гранде. Після випуску реміксу пісня досягла нового піку другого місця в Billboard Hot 100. На початку 2021 року пісня Doja «Streets» стала сліпер-хітом після того, як живе виконання пісні стало вірусним у TikTok. TikTok також породив вірусність, яка використовує комбінацію «Streets» і «Put Your Head on My Shoulder» Пола Анки. Це призвело до того, що пісня увійшла до Billboard Hot 100, де досягла 16 місця. Doja Cat була номінована на три нагороди на 63-й щорічній церемонії вручення премії «Греммі», а саме як «Найкращий новий виконавець», а її сингл «Say So» був номінований на «Запис року» та «Найкраще соло поп-виконання». У 2021 році вона потрапила до списку «Time's 100 Next», у якому висвітлюються 100 нових постатей, а її опис написав американський репер Lil Nas X.
Doja Cat розкрила назву свого третього студійного альбому Planet Her в інтерв'ю V у березні 2021 року. 10 квітня пісня «Kiss Me More» за участю SZA була випущена разом із музичним кліпом як головний сингл для альбому. Він отримав визнання критики і комерційний успіх, провівши 19 тижнів поспіль у топ-10 чарту Billboard Hot 100, побивши рекорд за кількістю тижнів у топ-10 за допомогою жіночої співпраці. Пісня посіла третє місце і стала третім топ-10 хітом Doja Cat. Пізніше того ж місяця Doja Cat виконала пісні «Best Friend» із Saweetie, «Rules», «Streets» і сольну версію «Kiss Me More» на першому заході Triller Fight Club. 23 квітня 2021 року Doja Cat запустила NFT-маркетплейс «Juicy Drops». У травні 2021 року Doja Cat отримала нагороду як найкраща R&B-виконавиця на Billboard Music Awards 2021, де вона виконала «Kiss Me More» з SZA. Пізніше того ж місяця вона виконала сольну версію тієї ж пісні в попурі з «Streets» і «Say So» на церемонії вручення музичних нагород iHeartRadio Music Awards 2021, де отримала нагороду як найкраща нова поп-виконавиця.
Пісня «Need to Know» була випущена разом із музичним відео як перший рекламний сингл від Planet Her 11 червня 2021 року Doja Cat написала, що він вийшов очікуванні «важливішого» другого синглу, яким, як було підтверджено, був «You Right» з The Weeknd. Doja Cat офіційно оголосила про випуск Planet Her і оприлюднила трек-лист і обкладинку альбому в соцмережах за кілька годин до релізу «Need to Know». Альбом отримав загалом позитивні відгуки і відкрився під номером два в Billboard 200, де він залишався ще два тижні, ставши першим альбомом, який провів перші три тижні під номером два в чарті після The Pinkprint Нікі Мінаж у січні 2015 року. В іншому місці він очолив хіт-паради в Новій Зеландії та потрапив у топ-5 у таких країнах, як Великобританія, Австралія, Норвегія та Ірландія.
Доджа Кет знялася як гостя в ролі тимчасового романтичного інтересу американського репера та коміка Ліла Дікі у другому сезоні серіалу «Дейв», прем'єра якого відбулася 16 червня 2021 року. 10 вересня оголошена амбасадоркою Pepsi та знялася в рекламі, в якій виконує сучасну інсценізацію пісні «You're the One That I Want» з музичного фільму «Grease» у рамках кампанії з нагоди запуску Pepsi магазину газованої води Pepsi-Cola. Її перший в історії виступ як телеведучої церемонії вручення нагород MTV Video Music Awards 2021, де вона також виконала пісні «Been Like This» і «You Right». Виграла нагороди за найкращу співпрацю (розділена з SZA за «Kiss Me More») і за найкраще художнє керівництво (спільно з Saweetie за «Найкращий друг»), серед номінацій на «Митець року», «Відео року» та «Найкращі візуальні ефекти». Це перший випадок в історії, коли номінант у категорії «Відео року» вів церемонію того ж року. Доджу Кет похвалили за її здібності до презентації, а Пітчфорк зазначив, що вона «переосмислила ведення шоу».
Doja Cat була представлена у пісні «Scoop» із дебютного студійного альбому Lil Nas X Montero (2021), який вийшов 17 вересня, а потім у пісні «Icy Hot» із другого студійного альбому Punk американського репера Young Thug (2021), який вийшов 15 жовтня. Того ж місяця вона вперше за свою кар'єру посіла перше місце в чарті Billboard Hot 100 Songwriters, а також стала першою реперкою, яка помістила три найкращі 10 пісень у топ-40 мейнстріму США з піснею «You Right», «Need to Know» та «Kiss me More». Вона виступила разом із Совіті у пісні Френча Монтани «Handstand» з його четвертого студійного альбому They Got Amnesia (2021). Музичне відео на четвертий сингл Planet Her, «Woman», випущено 3 грудня. За даними Billboard, Doja Cat завершила 2021 рік як бестселер R&B та хіп-хоп виконавиця в США, а також четверта серед найбільш продаваних виконавиць серед жінок, додатково помістивши 6 пісень до Hot 100 наприкінці року. У 2021 році «Planet Her» став шостим альбомом-бестселером у США та п'ятим альбомом, який найбільше транслювався у всьому світі на Spotify. У 2022 році Doja Cat отримала нагороди як реперка року та виконавиця року на церемонії вручення премії XXL 2022. Вона отримала 8 номінацій на 64-й щорічній церемонії вручення премії «Греммі», що є найбільшою кількістю серед жінок-артисток. «Kiss Me More» отримала нагороду за найкраще поп-виконання дуетом, тоді як інші її номінації включали Альбом року (Planet Her і Montero), Запис року («Kiss Me More»), Пісню року («Kiss Me More»), Найкращий вокальний поп-альбом (Planet Her), Найкраща реп-пісня («Best Friend») і Найкраще мелодійне реп-виконання («Need to Know»).
У лютому 2022 року Doja Cat випустила кавер на пісню «Celebrity Skin» американського рок-гурту Hole як частину реклами Taco Bell, у якій вона зіграла головну роль, і показала його прем'єру на Super Bowl LVI Обкладинка містить перероблені тексти, написані Doja Cat і Кортні Лав, фронтвумен Hole. Пізніше того ж місяця була випущена співпраця з Tyga «Freaky Deaky» як сингл разом із музичним кліпом, знятим Крістіаном Бреслауером. Вона взяла участь у альбомі саундтреків до біографічного фільму База Лурмана «Елвіс» (2022), записавши пісню «Vegas», випущену 6 травня 2022 року як головний сингл альбому.
Під час прямої трансляції в Instagram у грудні 2021 року Доджа Кет розповіла, що хоче, щоб її проєкт після Planet Her був подвійним альбомом. У статті для обкладинки для Elle, опублікованій 24 травня 2022, вона сказала, що планує, щоб альбом був «переважно репом», тобто поверненням до стилю її ранніх творів. Однак перед прямою трансляцією в Instagram Доджа Кет сказала, що переживає кар'єрне вигорання. Вона висловила зневагу до «непотрібних» зобов'язань, водночас визнавши, що більше не отримує задоволення від своєї кар'єри. Доджа Кет продовжувала оприлюднювати своє розчарування під час фестивального туру Південною Америкою в березні 2022 року. Після інциденту з парагвайськими фанатами, який стався після шторму, що спричинив скасування її запланованого шоу, вона написала в Twitter: «Для мене все мертве, музика мертва, і я довбана дурепа, коли думала, що створена для цього… Це лайно не для мене, тому я йду геть звідси. Будьте обережні».

## Особисте життя
Повідомляється, що Доджа Кет «прагне відвернути увагу від свого особистого життя».
Незважаючи на те, що Доджа Кет офіційно не зізналася та відкрито не заявила про свою сексуальну орієнтацію, вона натякала на ЛГБТ-теми, заявляючи, що їй подобаються «люди, з якими вона може займатися сексом. І ти можеш займатися сексом з ким завгодно».

## Підтримка України
У 2024 році Доджа Кет згадала про війну в Україні, побажала скорішого миру та одягла на сцену сукню від українського дизайнера Фролов.

## Контроверсія
У вересні 2018 року Доджа Кет викликала суперечки в соціальних мережах, коли історія її акаунта в Twitter виявила використання гомофобних висловів. У твіті, що датується 2015 роком, Доджа Кет використовувала слово «faggot», щоб описати хіп-хоп артистів Tyler, The Creator та Earl Sweatshirt. Доджа Кет спочатку захищала свої минулі гомофобні зауваження: «Я називала пару людей педиками, коли була у середній школі у 2015 році. Чи це означає, що я не заслуговую на підтримку? Я говорила педик приблизно 15 тисяч разів у своєму житті. Чи означає педик, що ти ненавидиш геїв? Я не думаю, що ненавиджу геїв. Гей — це нормально». Її відповідь зустріла ще більша реакція, включаючи критичний твіт від акторки Вілл і Грейс Дебри Мессінг. У своїй заяві Мессінг висловила розчарування Доджа Кет за захист минулого невігластва і закликала її не використовувати свою славу та платформу назавжди. З того часу Доджа Кет випустила низку вибачень за свої слова та видалила твіти. Це призвело до «колективного обурення» в соцмережах, із закликами скасувати підтримку її роботи.

## Дискографія
- Amala (2018)
- Hot Pink (2019)
- Planet Her (2021)
- Scarlet (2023)